# Villes désignées par ordonnance gouvernementale

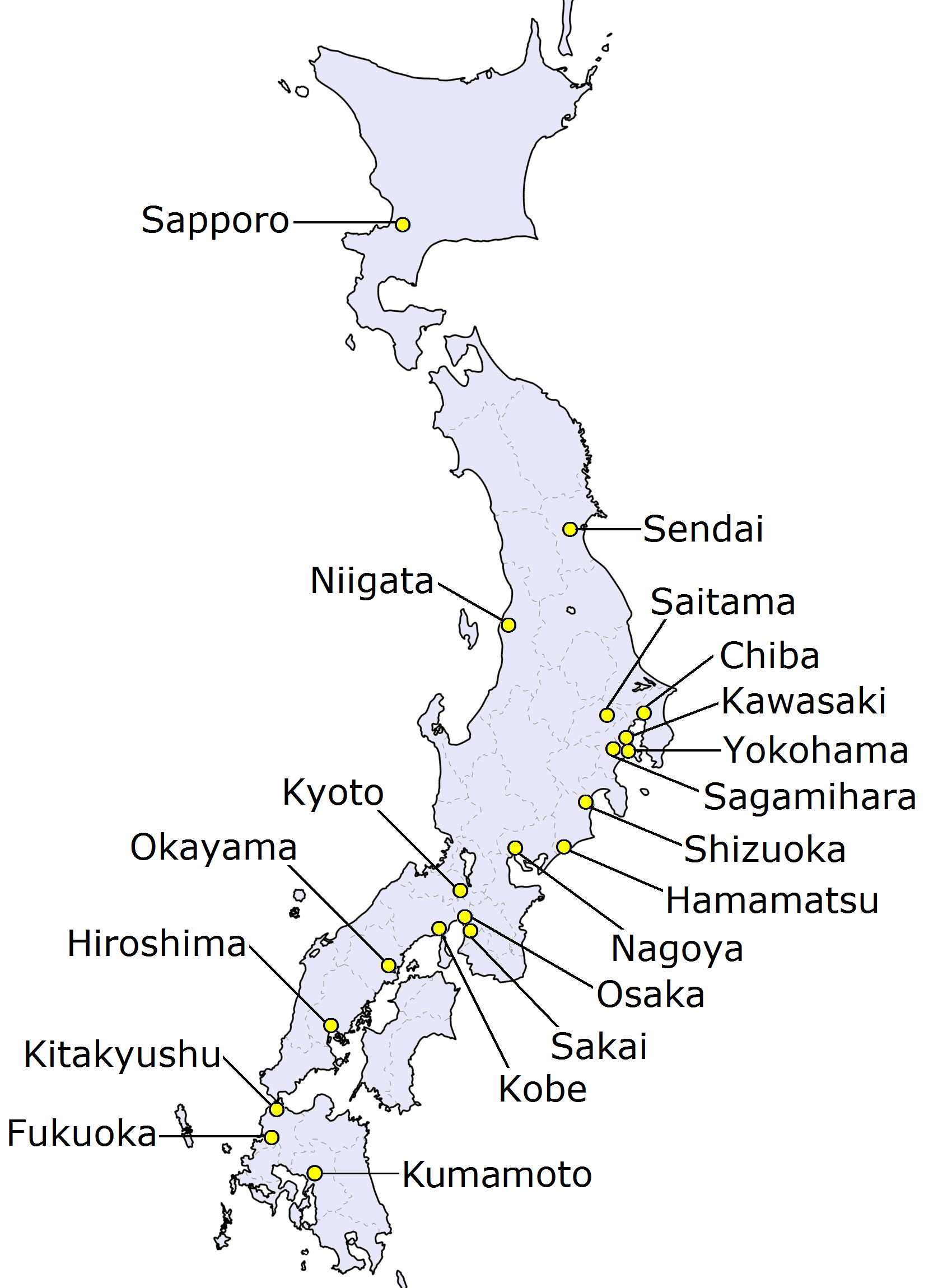
Les différentes villes désignées par ordonnance gouvernementale sur la carte du Japon.

Les villes désignées par ordonnance gouvernementale (政令指定都市, Seirei shitei toshi), aussi connues sous le nom de villes désignées (指定都市, Shitei toshi) ou bien encore sous celui de villes d'ordonnance gouvernementale (政令市, Seirei shi), sont des villes du Japon peuplées de plus de 500 000 habitants et désignées de cette manière par le Cabinet du Japon en vertu de l'article 252, section 19 de la Loi d'autonomie locale.

## Histoire
Après la Seconde Guerre mondiale, le Japon est occupé par les forces alliées. Ces dernières, représentées par le commandant suprême des forces alliées, ont introduit dans le pays un système politique basé sur le respect de l'autonomie locale.
Dès 1947 et la loi d'autonomie locale, six villes, Tokyo, Yokohama, Nagoya, Kyoto, Kobe et Osaka, ont obtenu le statut de villes spéciales. En argumentant qu'une grande ville n'a pas les mêmes besoins qu'une ville de taille moyenne, ces villes ont obtenu que la loi d'autonomie locale soit révisée et, en 1956, le système de villes désignées a été introduit. Les villes qui ont fait partie de ce système dès septembre 1956 sont Yokohama, Nagoya, Kyoto, Kobe et Osaka.

## Caractéristiques

### Critères
Les villes désignées par ordonnance gouvernementale doivent répondre à plusieurs critères différents. Tout d'abord, la ville doit être considérée comme majeure dans sa région. De plus, plusieurs critères démographiques doivent être observés. Premièrement, ces villes doivent être peuplées par plus de 500 000 habitants, le tout avec une densité de population supérieure à 2 000 hab./km2. Également, moins de 10 % des emplois de la ville doit appartenir au secteur primaire.

### Compétences
Les villes désignées par ordonnance gouvernementale sont compétentes dans de nombreux domaines habituellement réservés aux seules préfectures comme les affaires sociales, l'hygiène publique ou l'urbanisme. En tout, 18 secteurs sont ainsi délégués par les préfectures à ces villes.

### Organisation administrative

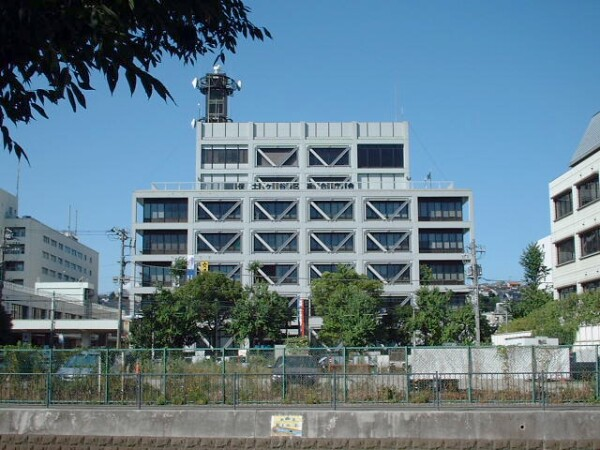
Mairie de l'arrondissement de Hodogaya-ku, Yokohama.

Ces villes sont divisées en arrondissements ayant chacun une administration propre.

## Liste des villes désignées par ordonnance gouvernementale
Depuis 1956, vingt villes ont été désignées par ordonnance gouvernementale. La dernière en date est Kumamoto, qui fut désignée de la sorte le 1er avril 2012.
| Drapeau | Nom        | Japonais | Population | Date de désignation | Région   | Préfecture | Nombre d'arrondissement |
| ------- | ---------- | -------- | ---------- | ------------------- | -------- | ---------- | ----------------------- |
|         | Chiba      | 千葉     | 962 130    | 1er avril 1992      | Kantō    | Chiba      | 6                       |
|         | Fukuoka    | 福岡     | 1 463 826  | 1er avril 1972      | Kyūshū   | Fukuoka    | 7                       |
|         | Hamamatsu  | 浜松     | 800 912    | 1er avril 2007      | Chūbu    | Shizuoka   | 7                       |
|         | Hiroshima  | 広島     | 1 174 209  | 1er avril 1980      | Chūgoku  | Hiroshima  | 8                       |
|         | Kawasaki   | 川崎     | 1 425 678  | 1er avril 1972      | Kantō    | Kanagawa   | 7                       |
|         | Kitakyūshū | 北九州   | 977 288    | 1er avril 1963      | Kyūshū   | Fukuoka    | 7                       |
|         | Kōbe       | 神戸     | 1 544 873  | 1er septembre 1956  | Kansai   | Hyōgo      | 9                       |
|         | Kumamoto   | 熊本     | 731 286    | 1er avril 2012      | Kyūshū   | Kumamoto   | 5                       |
|         | Kyōto      | 京都     | 1 474 473  | 1er septembre 1956  | Kansai   | Kyōto      | 11                      |
|         | Nagoya     | 名古屋   | 2 263 907  | 1er septembre 1956  | Chūbu    | Aichi      | 16                      |
|         | Niigata    | 新潟     | 812 192    | 1er avril 2007      | Chūbu    | Niigata    | 8                       |
|         | Okayama    | 岡山     | 709 622    | 1er avril 2009      | Chūgoku  | Okayama    | 4                       |
|         | Ōsaka      | 大阪     | 2 666 371  | 1er septembre 1956  | Kansai   | Ōsaka      | 24                      |
|         | Sagamihara | 相模原   | 717 561    | 1er avril 2010      | Kantō    | Kanagawa   | 3                       |
|         | Saitama    | さいたま | 1 222 910  | 1er avril 2003      | Kantō    | Saitama    | 10                      |
|         | Sakai      | 堺       | 842 134    | 1er avril 2006      | Kansai   | Ōsaka      | 7                       |
|         | Sapporo    | 札幌     | 1 914 434  | 1er avril 1972      | Hokkaidō | Hokkaidō   | 10                      |
|         | Sendai     | 仙台     | 1 045 903  | 1er avril 1989      | Tōhoku   | Miyagi     | 5                       |
|         | Shizuoka   | 静岡     | 716 328    | 1er avril 2005      | Chūbu    | Shizuoka   | 3                       |
|         | Yokohama   | 横浜     | 3 689 603  | 1er septembre 1956  | Kantō    | Kanagawa   | 18                      |